# Canton de Saint-Renan
Le canton de Saint-Renan est une circonscription électorale française située dans le département du Finistère et la région Bretagne.

## Histoire
- Le canton de Saint-Renan a été créé en 1790[1].

- De 1833 à 1848, les cantons d'Ouessant et de Saint-Renan avaient le même conseiller général. Le nombre de conseillers généraux était limité à 30 par département[5].

- Un nouveau découpage territorial du Finistère entre en vigueur à l'occasion des élections départementales de mars 2015, défini par le décret du 13 février 2014[4], en application des lois du 17 mai 2013 (loi organique 2013-402 et loi 2013-403)[6]. Les conseillers départementaux sont, à compter de ces élections, élus au scrutin majoritaire binominal mixte. Les électeurs de chaque canton élisent au Conseil départemental, nouvelle appellation du Conseil général, deux membres de sexe différent, qui se présentent en binôme de candidats. Les conseillers départementaux sont élus pour 6 ans au scrutin binominal majoritaire à deux tours, l'accès au second tour nécessitant 12,5 % des inscrits au 1er tour. En outre la totalité des conseillers départementaux est renouvelée. Ce nouveau mode de scrutin nécessite un redécoupage des cantons dont le nombre est divisé par deux avec arrondi à l'unité impaire supérieure si ce nombre n'est pas entier impair, assorti de conditions de seuils minimaux[7]. Dans le Finistère, le nombre de cantons passe ainsi de 54 à 27. Le nombre de communes du canton de Saint-Renan passe de 12 à 18.

- Le nouveau canton de Saint-Renan est formé de communes des anciens cantons de Ploudalmézeau (5 communes), de Saint-Renan (12 communes) et d'Ouessant (1 commune). Le canton est entièrement inclus dans l'arrondissement de Brest. Le bureau centralisateur est situé à Saint-Renan.

## Représentation

### Conseillers d'arrondissement (de 1833 à 1940)
| Période | Période      | Identité                                                 | Étiquette       | Qualité                                                                          |
| --- | ------------ | -------------------------------------------------------- | --------------- | -------------------------------------------------------------------------------- |
| Les données manquantes sont à compléter.                                                                    |              |                                                          |                 |                                                                                  |
| 1833 | 1839         | Noël Marie Mével (1793-1865)                             |                 | Notaire à Saint-Renan, élu en 1840 conseiller général du canton de Ploudalmézeau |
| 1839 | 1852         | Émile Le Vessel (1809-1869)                              |                 | Avocat au Conquet                                                                |
| |              |                                                          |                 |                                                                                  |
| 1871 |              | Stanislas Poulaouec                                      |                 | Expert, maire de Ploumoguer (1850-1875)                                          |
| |              |                                                          |                 |                                                                                  |
| 1886 | 1890 (décès) | Mathieu Le Gac                                           | Conservateur    |                                                                                  |
| 1890 | 1895         | Jean-François Lareur (1852-1920)                         | Conserv         | Maire de Plouzané (1889-1925)                                                    |
| 1895 | 1912 (décès) | Jean Cloâtre (1847-1912)                                 | Libéral         | Expert, commerçant, maire de Ploumoguer (1882-1912)                              |
| 1913 | 1919         | Gustave Cheminant                                        | RG              | Notaire, maire de Saint-Renan (1909-1939)                                        |
| 1919 | 1925         | Jean René Marie Cloâtre (1879-1956, fils de J.M.Cloâtre) | Libéral         | Maire de Ploumoguer (1919-1942)                                                  |
| 1925 | 1931         | Baron Stanislas de Taisne de Raymonval                   | Libéral         | Officier de cavalerie, conseiller municipal de Plouarzel                         |
| 1934 | 1940         | Paul Lareur (1897-1978)                                  | Union nationale | Agriculteur, maire de Plouzané (1935-1971)                                       |
| Les conseils d'arrondissement ont été suspendus par la loi du 12 octobre 1940 et n'ont jamais été réactivés |              |                                                          |                 |                                                                                  |

### Conseillers généraux de 1833 à 2015
| Période        | Période          | Identité                                                | Étiquette          | Qualité |
| -------------- | ---------------- | ------------------------------------------------------- | ------------------ | --- |
| 1833           | 1841 (décès)     | François Marie Le Vessel (1776-1841)                    |                    | Notaire, maire de Saint-Renan |
| 1841           | 1848             | Christian Mazé-Launay                                   | Droite             | Négociant à Brest et au Conquet Député (1849-1851), conseiller d'arrondissement du canton d'Ouessant                                                                     |
| 1848           | 1865 (décès)     | Noël Marie Mével                                        |                    | Notaire, maire de Saint-Renan, ancien conseiller d'arrondissement Ancien conseiller général du Canton de Ploudalmézeau (1840-1845) et du canton de Plabennec (1847-1848) |
| 1865           | 1871 (décès)     | Victor de Kersauson de Pennendreff                      |                    | Capitaine de vaisseau, directeur des mouvements du port de Brest |
| 1871           | 1873 (décès)     | François Benoit Tissier (1803-1873)                     | Républicain        | Manufacturier en produits chimiques, maire du Conquet (1870-1873) |
| 5 octobre 1873 | 1874             | Frédéric Tissier (fils du précédent, 1827-1878)         | Républicain        | Chimiste-Manufacturier, maire du Conquet (1876-1878) |
| 1874           | 1889             | Charles-Marie de Kerguiziau de Kervasdoué               | Droite monarchiste | Propriétaire, maire de Locmaria-Plouzané |
| 1889           | 1895             | Léon Cheminant (1829-1909)                              | Prog.              | Notaire, maire de Saint-Renan |
| 1895           | 1901             | Jean-François Lareur                                    | Conserv            | Maire de Plouzané (1889-1925) |
| 1901           | 1907             | Léon Cheminant                                          | Prog.              | Notaire, maire de Saint-Renan |
| 1907           | 1913             | Jean-François Lareur                                    | Conserv            | Maire de Plouzané (1889-1925) |
| 1919           | 1931             | Gustave Cheminant (1868-1962, fils de Léon Cheminant)   | Rép.G              | Notaire, maire de Saint-Renan (1909-1939) |
| 1931           | 1940             | Baron Stanislas de Taisne de Raymonval (1870-1955)      | Conserv-URD        | Conseiller municipal de Plouarzel, conseiller d'arrondissement Officier de cavalerie                                                                                     |
|                |                  |                                                         |                    | |
| 1943           | 1945             | Baron Stanislas de Taisne de Raymonval                  |                    | Conseiller municipal de Plouarzel Nommé conseiller départemental en 1943 Président du Conseil départemental (1943-1945)                                                  |
|                |                  |                                                         |                    | |
| 1945           | 1970 (démission) | Paul Lareur (fils de J.F. Lareur)                       | MRP                | Cultivateur à Feunteun-Sané Maire de Plouzané (1935-1971), ancien conseiller d'arrondissement                                                                            |
| 21 juin 1970   | 1994 (décès)     | André Cheminant (1920-1994, neveu de Gustave Cheminant) | RI puis RPR        | Marchand de vin Maire de Saint-Renan |
| 1994           | 2008             | Bernard Foricher                                        | DVD                | Technicien agricole Maire de Saint-Renan |
| 2008           | 2015             | Didier Le Gac                                           | PS                 | Enseignant Maire de Lampaul-Plouarzel |

### Représentation après 2015
| Période élective | Période élective | Mandat | Mandat           | Identité               | Nuance | Nuance | Qualité |
| ---------------- | ---------------- | ------ | ---------------- | ---------------------- | ------ | ------ | --- |
| 2015             | 2021             | 2015   | 2017 (démission) | Didier Le Gac          |        | PS     | Enseignant Maire de Lampaul-Plouarzel (2001-2017) Député LREM de la 3e circonscription du Finistère (depuis 2017)                |
| 2015             | 2021             | 2017   | 2021             | Bernard Quillévéré     |        | DVG    | Commerçant Maire de Milizac-Guipronvel (depuis 2017) Vice-président du Pays de Brest Délégué aux routes et aux déplacements doux |
| 2015             | 2021             | 2015   | 2021             | Elyane Pallier         |        | DVG    | Conseillère municipale de Locmaria-Plouzané (jusqu'en 2020) Suppléante du député Jean-Luc Bleunven                               |
| 2021             | 2028             | 2021   | en cours         | Marie-Christine Lainez |        | LR     | Agricultrice, adjointe au maire de Plourin                                                                                       |
| 2021             | 2028             | 2021   | en cours         | Gilles Mounier         |        | DVD    | Ingénieur, maire de Saint-Renan                                                                                                  |

À l'issue du 1er tour des élections départementales de 2015, deux binômes sont en ballotage : Didier Le Gac et Elyane Pallier (PS, 44,72 %) et Viviane Godebert et Gilles Mounier (Union de la Droite, 36,27 %). Le taux de participation est de 52,22 % (16 428 votants sur 31 462 inscrits) contre 51,11 % au niveau départementalet 50,17 % au niveau national.
Au second tour, Didier Le Gac et Elyane Pallier (PS) sont élus avec 53,14 % des suffrages exprimés et un taux de participation de 51,48 % (8 205 voix pour 16 198 votants et 31 462 inscrits).

## Composition

### Composition avant 2015

Situation du canton de Saint-Renan dans le département du Finistère avant 2015.

Le canton de Saint-Renan regroupait douze communes.
| Nom                     | Code Insee | Codepostal | Superficie (km2) | Population (dernière pop. légale) | Densité (hab./km2) |
| ----------------------- | ---------- | ---------- | ---------------- | --------------------------------- | ------------------ |
| Saint-Renan (chef-lieu) | 29260      | 29290      | 13,31            | 7 713 (2012)                      | 579                |
| Le Conquet              | 29040      | 29217      | 8,45             | 2 719 (2012)                      | 322                |
| Guipronvel              | 29076      | 29290      | 8,39             | 786 (2012)                        | 94                 |
| Lampaul-Plouarzel       | 29098      | 29810      | 4,04             | 0 (2012)                          | 0                  |
| Lanrivoaré              | 29119      | 29290      | 14,89            | 1 449 (2012)                      | 97                 |
| Locmaria-Plouzané       | 29130      | 29280      | 23,16            | 4 850 (2012)                      | 209                |
| Milizac                 | 29149      | 29290      | 33,23            | 3 287 (2012)                      | 99                 |
| Île-Molène              | 29084      | 29259      | 0,75             | 186 (2012)                        | 248                |
| Plouarzel               | 29177      | 29810      | 42,83            | 3 723 (2012)                      | 87                 |
| Plougonvelin            | 29190      | 29217      | 18,69            | 3 889 (2012)                      | 208                |
| Ploumoguer              | 29201      | 29810      | 38,93            | 1 942 (2012)                      | 50                 |
| Trébabu                 | 29282      | 29217      | 4,36             | 353 (2012)                        | 81                 |

### Composition à partir de 2015
Lors du redécoupage de 2014, le canton de Saint-Renan comprenait dix-huit communes entières.
À la suite de la création de la commune nouvelle Milizac-Guipronvel le 1er janvier 2017, le nombre de communes du canton descend à 17.
| Nom                                 | Code Insee | Intercommunalité            | Superficie (km2) | Population (dernière pop. légale) | Densité (hab./km2) | Modifier                                    |
| ----------------------------------- | ---------- | --------------------------- | ---------------- | --------------------------------- | ------------------ | ------------------------------------------- |
| Saint-Renan (bureau centralisateur) | 29260      | CC Pays d'Iroise Communauté | 13,31            | 8 454 (2022)                      | 635                | modifier les données · modifier les données |
| Brélès                              | 29017      | CC Pays d'Iroise Communauté | 14,06            | 867 (2022)                        | 62                 | modifier les données · modifier les données |
| Le Conquet                          | 29040      | CC Pays d'Iroise Communauté | 8,45             | 2 814 (2022)                      | 333                | modifier les données · modifier les données |
| Île-Molène                          | 29084      | CC Pays d'Iroise Communauté | 0,75             | 166 (2022)                        | 221                | modifier les données · modifier les données |
| Lampaul-Plouarzel                   | 29098      | CC Pays d'Iroise Communauté | 4,04             | 2 176 (2022)                      | 539                | modifier les données · modifier les données |
| Lanildut                            | 29112      | CC Pays d'Iroise Communauté | 5,82             | 987 (2022)                        | 170                | modifier les données · modifier les données |
| Lanrivoaré                          | 29119      | CC Pays d'Iroise Communauté | 14,89            | 1 539 (2022)                      | 103                | modifier les données · modifier les données |
| Locmaria-Plouzané                   | 29130      | CC Pays d'Iroise Communauté | 23,16            | 5 160 (2022)                      | 223                | modifier les données · modifier les données |
| Milizac-Guipronvel                  | 29076      | CC Pays d'Iroise Communauté | 41,62            | 4 733 (2022)                      | 114                | modifier les données · modifier les données |
| Ouessant                            | 29155      | -                           | 15,58            | 854 (2022)                        | 55                 | modifier les données · modifier les données |
| Plouarzel                           | 29177      | CC Pays d'Iroise Communauté | 42,83            | 3 987 (2022)                      | 93                 | modifier les données · modifier les données |
| Plougonvelin                        | 29190      | CC Pays d'Iroise Communauté | 18,69            | 4 520 (2022)                      | 242                | modifier les données · modifier les données |
| Ploumoguer                          | 29201      | CC Pays d'Iroise Communauté | 38,93            | 2 097 (2022)                      | 54                 | modifier les données · modifier les données |
| Plourin                             | 29208      | CC Pays d'Iroise Communauté | 25,69            | 1 263 (2022)                      | 49                 | modifier les données · modifier les données |
| Porspoder                           | 29221      | CC Pays d'Iroise Communauté | 11,29            | 1 761 (2022)                      | 156                | modifier les données · modifier les données |
| Trébabu                             | 29282      | CC Pays d'Iroise Communauté | 4,36             | 365 (2022)                        | 84                 | modifier les données · modifier les données |
| Tréouergat                          | 29299      | CC Pays d'Iroise Communauté | 6,10             | 325 (2022)                        | 53                 | modifier les données · modifier les données |
| Canton de Saint-Renan               | 2927       |                             | 289,57           | 42 068 (2022)                     | 145                | modifier les données                        |

## Démographie

### Démographie avant 2015
| 1962   | 1968   | 1975   | 1982   | 1990   | 1999   | 2006   | 2011   | 2012   |
| ------ | ------ | ------ | ------ | ------ | ------ | ------ | ------ | ------ |
| 16 151 | 16 141 | 17 957 | 21 668 | 25 176 | 27 597 | 30 772 | 32 546 | 32 957 |

### Démographie depuis 2015
En 2022, le canton comptait 42 068 habitants, en évolution de +4,5 % par rapport à 2016 (Finistère : +2,16 %, France hors Mayotte : +2,11 %).
| 2013   | 2018   | 2022   |
| ------ | ------ | ------ |
| 39 266 | 40 627 | 42 068 |